# Niger a 2016. évi nyári olimpiai játékokon
Niger a brazíliai Rio de Janeiróban megrendezett 2016. évi nyári olimpiai játékok egyik részt vevő nemzete volt. Az országot az olimpián 4 sportágban 6 sportoló képviselte, akik összesen 1 érmet szereztek.

## Érmesek
| Érem  | Versenyző       | Sportág   | Versenyszám     |
| ----- | --------------- | --------- | --------------- |
| Ezüst | Abdoul Issoufou | Taekwondo | Férfi nehézsúly |

## Atlétika
Férfi
| Versenyző              | Versenyszám | Előfutam | Előfutam | Előfutam | Elődöntő | Elődöntő | Elődöntő | Döntő   | Döntő    |
| Versenyző              | Versenyszám | Idő      | Hely.    | Össz.    | Idő      | Hely.    | Össz.    | Idő     | Helyezés |
| ---------------------- | ----------- | -------- | -------- | -------- | -------- | -------- | -------- | ------- | -------- |
| Djibo Idrissa Ousseini | 400 m       | 50,06    | 8.       | 49.      | kiesett  | kiesett  | kiesett  | kiesett | kiesett  |

Női
| Mariama Mamoudou Ittatou | 400 m |  |  |  | 54,32 | 6. | 53. | kiesett | kiesett | kiesett | kiesett | kiesett |

## Cselgáncs
Férfi
| Versenyző    | Versenyszám | Selejtező         | 32-es főtábla                            | Nyolcaddöntő      | Negyeddöntő       | Elődöntő          | Vigaszág elődöntő | Bronz- mérkőzés   | Döntő             | Helyezés |
| Versenyző    | Versenyszám | Ellenfél Eredmény | Ellenfél Eredmény                        | Ellenfél Eredmény | Ellenfél Eredmény | Ellenfél Eredmény | Ellenfél Eredmény | Ellenfél Eredmény | Ellenfél Eredmény | Helyezés |
| ------------ | ----------- | ----------------- | ---------------------------------------- | ----------------- | ----------------- | ----------------- | ----------------- | ----------------- | ----------------- | -------- |
| Ahmed Goumar | Könnyűsúly  | erőnyerő          | Nicholas Delpopolo (USA) · 000(2)–100(1) | kiesett           | kiesett           | kiesett           |                   |                   |                   | 17.      |

## Taekwondo
Férfi
| Versenyző       | Versenyszám | Nyolcaddöntő              | Negyeddöntő                 | Elődöntő                  | Vigaszág elődöntő | Bronz- mérkőzés   | Döntő                    | Helyezés |
| Versenyző       | Versenyszám | Ellenfél Eredmény         | Ellenfél Eredmény           | Ellenfél Eredmény         | Ellenfél Eredmény | Ellenfél Eredmény | Ellenfél Eredmény        | Helyezés |
| --------------- | ----------- | ------------------------- | --------------------------- | ------------------------- | ----------------- | ----------------- | ------------------------ | -------- |
| Abdoul Issoufou | Nehézsúly   | M'Bar N'Diaye (FRA) · 6-0 | Maicon Siqueira (BRA) · 6-1 | Dmitry Shokin (UZB) · 8-2 |                   |                   | Radik Isayev (AZE) · 2-6 |          |

## Úszás
Férfi
| Versenyző         | Versenyszám | Előfutam | Előfutam | Előfutam | Elődöntő | Elődöntő | Elődöntő | Döntő   | Döntő    |
| Versenyző         | Versenyszám | Idő      | Hely.    | Össz.    | Idő      | Hely.    | Össz.    | Idő     | Helyezés |
| ----------------- | ----------- | -------- | -------- | -------- | -------- | -------- | -------- | ------- | -------- |
| Albarchir Mouctar | 50 m gyors  | 26,56    | 3.       | 70.      | kiesett  | kiesett  | kiesett  | kiesett | kiesett  |

Női
| Versenyző        | Versenyszám | Előfutam | Előfutam | Előfutam | Elődöntő | Elődöntő | Elődöntő | Döntő   | Döntő    |
| Versenyző        | Versenyszám | Idő      | Hely.    | Össz.    | Idő      | Hely.    | Össz.    | Idő     | Helyezés |
| ---------------- | ----------- | -------- | -------- | -------- | -------- | -------- | -------- | ------- | -------- |
| Roukaya Mahamane | 50 m gyors  | 35,60    | 4.       | 83.      | kiesett  | kiesett  | kiesett  | kiesett | kiesett  |